# BMW S14
BMW S14 — бензиновый двигатель внутреннего сгорания немецкого автоконцерна BMW. Производился с 1986 по 1991 год. Впервые был представлен на BMW M3 (E30).
Базовой моделью для BMW S14 стала BMW M10. Головка блока цилиндров укорочена на две камеры сгорания. Ход поршня был уменьшен до 72,6 мм, а степень сжатия составляла 10,8:1. Мощность двигателя составляла 192 л. с.
В 1990 году для спортивных автомобилей мощность двигателя была увеличена до 360 л. с. Двигатель работает за счёт цифровой электроники (DME), которая автоматически регулирует режим холодного запуска, систему зажигания и масляный радиатор.

## Технические характеристики
| Тип                    | Объём            | Цилиндров | Диаметр × Ход поршня | Степень сжатия | Мощность при об/мин          | Крутящий момент при об/мин | Годы производства |
| ---------------------- | ---------------- | --------- | -------------------- | -------------- | ---------------------------- | -------------------------- | ----------------- |
| S14B20                 | 2,0 л (1990 см3) | 4         | 93,4 × 72,6 мм       | 10,8:1         | 141 кВт (192 л. с.) при 6900 | 210 Н*м при 4900           | 1987—1989         |
| S14B23                 | 2,3 л (2302 см3) | 4         | 93,4 × 84,0 мм       | 10,5:1         | 143 кВт (195 л. с.) при 6750 | 230 Н*м при 4750           | 1986—1989         |
| S14B23                 | 2,3 л (2302 см3) | 4         | 93,4 × 84,0 мм       | 10,5:1         | 147 кВт (200 л. с.) при 6750 | 240 Н*м при 4750           | 1986—1989         |
| S14B23                 | 2,3 л (2302 см3) | 4         | 93,4 × 84,0 мм       | 10,5:1         | 158 кВт (215 л. с.) при 6750 | 230 Н*м при 4600           | 1989—1991         |
| S14B23 Evo II          | 2,3 л (2302 см3) | 4         | 93,4 × 84,0 мм       | 11,0:1         | 162 кВт (220 л. с.) при 6750 | 240 Н*м при 4740           | 1987—1988         |
| S14B25 Sport Evoлution | 2,5 л (2467 см3) | 4         | 95,0 × 87,0 мм       | 10,2:1         | 175 кВт (238 л. с.) при 7000 | 240 Н*м при 4750           | 1990              |